# Routledge (uitgeverij)

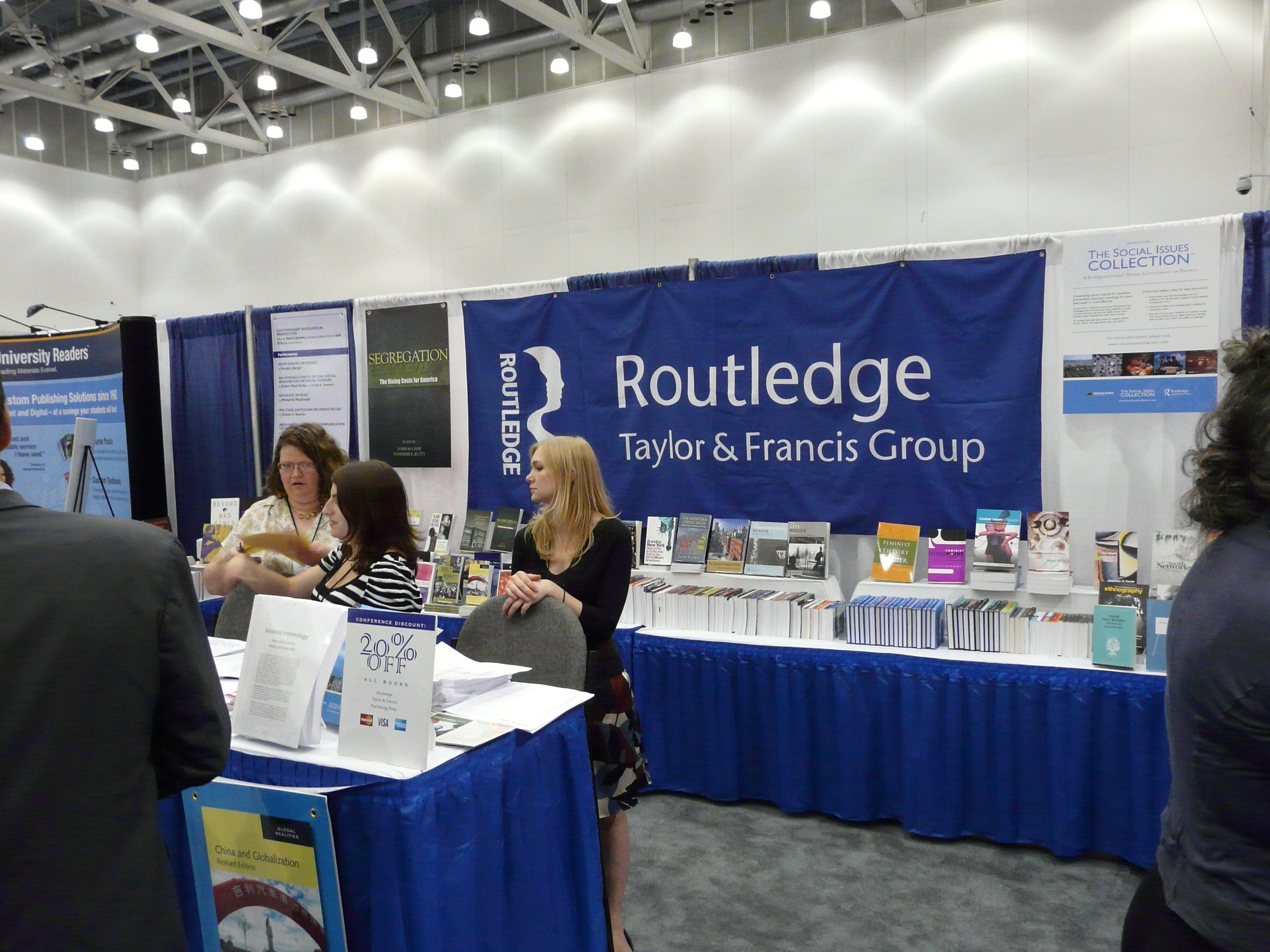
Een stand van Routledge in 2008

Routledge is een Britse wetenschappelijke uitgeverij, opgericht in 1851. Ze maakt sinds 1998 deel uit van de Taylor & Francis Group, die zelf behoort tot Informa plc.
Routledge publiceert academische boeken en tijdschriften, handboeken en online naslagwerken. De uitgeverij is gespecialiseerd in de humane en sociale wetenschappen. 

## Geschiedenis
De uitgeverij  G. Routledge & Co. werd in 1851 gesticht door George Routledge (1812-1888), die sedert 1836 in Londen een boekhandel uitbaatte. Zijn compagnon was Frederick Warne. De firmanaam werd in 1858 veranderd in Routledge, Warne & Routledge; de tweede Routledge was Georges zoon Robert Warne Routledge. Warne stierf in 1859 en een andere zoon van George, Edmund werd eveneens een compagnon waardoor de firma in 1865 werd hernoemd tot George Routledge & Sons. 
Routledge's was toen een algemene uitgeverij van populaire fictie (waaronder werken van Edward Bulwer-Lytton en Benjamin Disraeli) en non-fictie (geschiedenis, biografie) in standaard en goedkope uitgaven; de zogenaamde Railway Library was speciaal bedoeld als goedkope lectuur voor treinreizigers. Een boekje uit de reeks kostte in 1859 1 shilling of 1 shilling en sixpence (oftewel anderhalve shilling). Maar Routledge gaf ook dure, geïllustreerde werken uit.
Aan het begin van de twintigste eeuw was de firma in financiële moeilijkheden maar ze kreeg een financiële injectie die haar toeliet te overleven. In 1912 fuseerde ze met de firma Kegan Paul, Trench, Trübner & Co., die zich vooral richtte op academische en wetenschappelijke uitgaven, bijvoorbeeld Daedalus van J.B.S. Haldane. De nieuwe firma Routledge and Kegan Paul ging zich daarna meer en meer toeleggen op filosofie, psychologie en sociale wetenschappen.
In 1998 werd Routledge een divisie en imprint van Taylor & Francis, na overname door de Taylor & Francis Group.
Routledge heeft werken gepubliceerd van belangrijke auteurs als Ludwig Wittgenstein, Karl Popper, Bertrand Russell, Herbert Marcuse, Claude Lévi-Strauss en vele anderen. Veel van die werken zijn heruitgegeven in de Routledge Classics-reeks. Andere reeksen van Routledge zijn de Routledge Handbook-reeks en de Routledge Companion to...-reeks.